# Vita o morte
Vita o morte (La Vie ou la Mort) è un cortometraggio muto del 1912 diretto da Louis Feuillade.

## Produzione
Il film fu prodotto dalla Société des Etablissements L. Gaumont.

## Distribuzione
Distribuito dalla Société des Etablissements L. Gaumont, uscì nelle sale cinematografiche francesi nel novembre 1912, in quelle italiane nel 1915.
Negli Stati Uniti, il film venne distribuito dalla Film Supply Company che lo fece uscire il 28 gennaio 1913; ha il titolo inglese Life or Death